# Wladimir Iljitsch Beresin
Wladimir Iljitsch Beresin, geboren Wladimir Iljitsch Beresowski, (russisch Владимир Ильич Березовский/Березин; * 1841 im Gouvernement Poltawa; † 2. August 1900 in Paris) war ein russischer Brücken-Bauingenieur.

## Leben
Beresowski stammte aus einer Adelsfamilie des Gouvernements Poltawa. Er absolvierte das Bachtin-Kadettenkorps in Orjol und begann seinen Dienst als Unteroffizier im 2. Schützen-Bataillon. 1862 wurde er zum Stabskapitän befördert und in die Nikolai-Ingenieur-Akademie in St. Petersburg abkommandiert. Das Studium schloss er 1864 mit Auszeichnung als Porutschik ab und blieb dann als Repetent für Bau-Mechanik an der Militäringenieur-Schule der Akademie. 1868 wurde er planmäßiger Lehrer für Mathematik und Bau-Mechanik.
Nach dem Anschlag des polnischen Anarchisten Antoni Berezowski 1867 auf Kaiser Alexander II. in Paris erbat Beresowski vom Kaiser die Änderung seines Familiennamens, worauf er im Oktober 1868 den Familiennamen Beresin erhielt.
Beresin gehörte zu den besten Lehrern und Offizieren der Akademie, die zu Studienreisen abgeordnet wurden. Ende 1868 wurde er zur Kiewer Festungsverwaltung geschickt, um bei Kiew beim Bau der von Amand Struwe projektierten Eisenbahnbrücke der Bahnstrecke Kursk-Kiew mitzuwirken. 1872 beteiligte er sich an der abschließenden Variation des von Struwe geleiteten Projekts der Liteiny-Brücke in St. Petersburg.

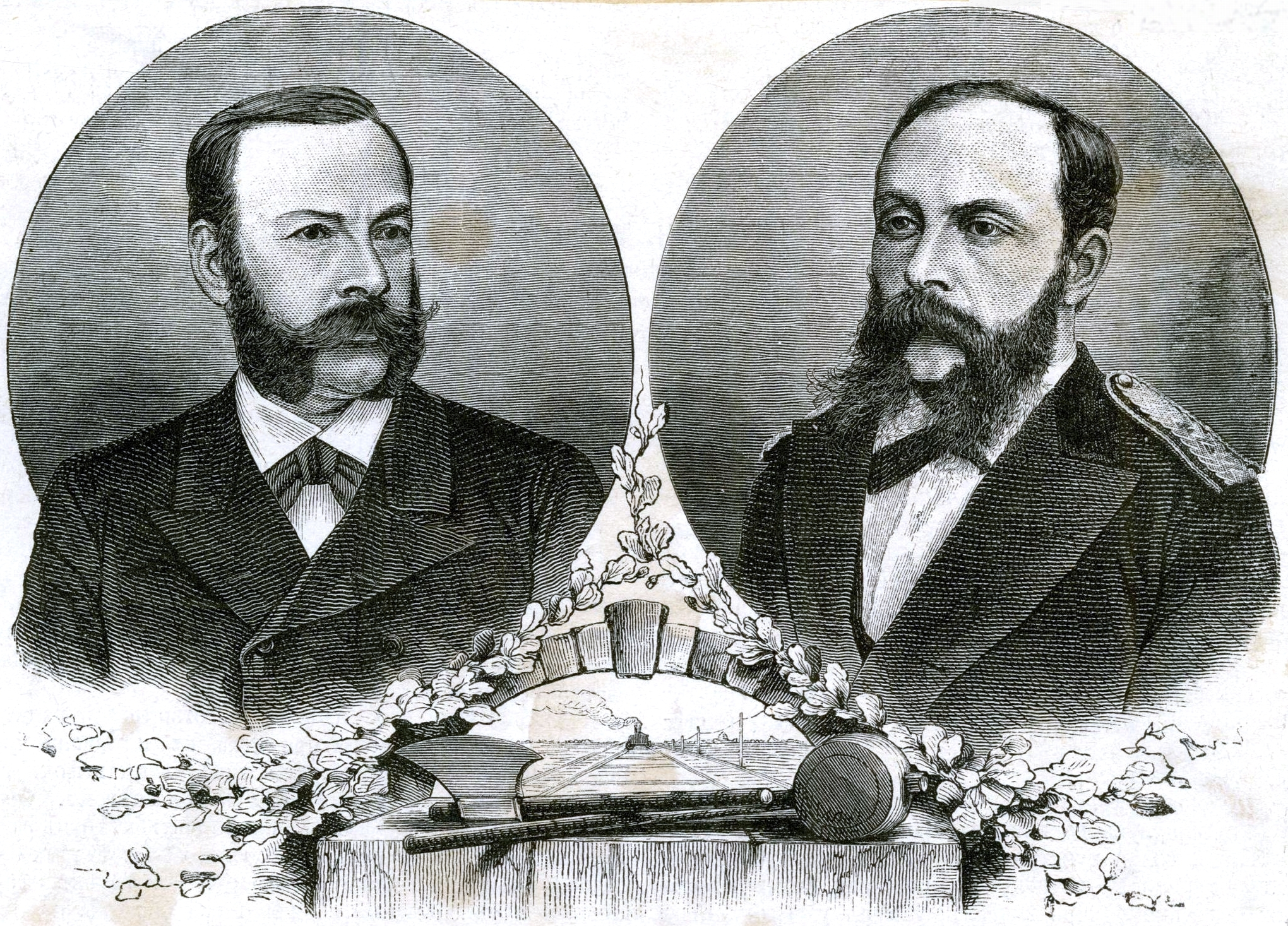
W. I. Beresin, N. A. Beleljubski (v. li. n. r.)

Ab 1875 arbeitete Beresin im Verkehrsministerium. Als Auftragnehmer der privaten Orenburg-Eisenbahn-Gesellschaft baute er die zu dieser Zeit einzigartige von Nikolai Belelubsky projektierte Eisenbahnbrücke Sysran über die Wolga bei Oktjabrsk (1876–1880). Es folgte die von Belelubsky projektierte Dnepr-Brücke bei Jekaterinoslaw. Für die erfolgreiche Arbeit wurde er 1884 zum Wirklichen Staatsrat (4. Rangklasse) und zum Mitglied des Technik-Rats des Verkehrsministeriums im Departement der staatlichen Eisenbahnen ernannt.
Von seiner Frau Natalja Petrowna, Tochter des Titulärrats Iwanow (9. Rangklasse), mit der Beresin 1867 und 1868 einen Sohn bekommen hatte, ließ er sich scheiden. 1886 heiratete er in 2. Ehe Olga Michailowna Solowjowa (1865–1935).
Beresin schied 1886 aus dem Dienst im Verkehrsministerium aus und arbeitete nun selbst unternehmerisch. Für die Bahnstrecke Brjansk-Gomel baute er Brücken über die Desna und die Sosch und für die Ufa-Slatoust-Eisenbahn Brücken über die Belaja und die Ufa. Für die Transsibirische Eisenbahn baute er mit dem Ingenieur Grigori Budagow Brücken über den Tobol bei Kurgan, den Ischim bei Petropawlowsk, den Irtysch bei Omsk und die erste Eisenbahnbrücke über den Ob bei Nowonikolajewsk, die von Nikolai Tichomirow fertiggestellt wurde (1893–1897).
Als Beresin ein genügendes Kapital angesammelt hatte, setzte er sich 1896 zur Ruhe und ließ sich in Jalta nieder. 1897 kaufte er von der Baronessa M. A. Schepping ein Ufergrundstück am Schwarzen Meer zwischen Gursuf und Aju-Dag, das er Suuk-Su nannte. Mit seiner Frau beschloss er, dort nicht nur eine Datsche zu bauen, sondern auch einen Kurort nach westeuropäischer Art zu entwickeln. Allerdings war er an Kehlkopfkrebs erkrankt. Er reiste zur Heilbehandlung nach Paris, wo er am 2. August 1900 nach erfolgloser Operation starb. Er wurde nach Suuk-Su überführt und dort beigesetzt.
Den Aufbau des Kurorts Suuk-Su setzte die Witwe Olga Michailowna Beresina nach ihrem Geschmack fort. Die ersten Gäste wurden 1903 aufgenommen. In der Mitte befand sich ein von dem Jaltaer Chefarchitekten Nikolai Krasnow gebautes Kasino. 1913 besuchte Nikolaus II. mit seiner Familie Suuk-Su. Besucher waren der Emir von Buchara, Fjodor Schaljapin, Wassili Surikow, Iwan Bunin und Alexander Kuprin gewesen. Nach der Oktoberrevolution während des Bürgerkriegs wurde Suuk-Cu geplündert. Olga Beresina war nach Konstantinopel gegangen und starb 1935 in der Schweiz. 1922 wurde Suuk-Su verstaatlicht und in die Stadt Gursuf eingegliedert. 1925 entstand dort das Pionierlager Artek.

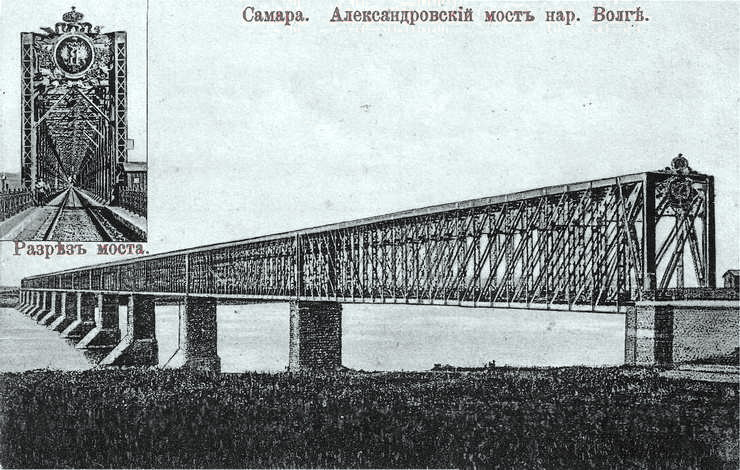
Eisenbahnbrücke Sysran
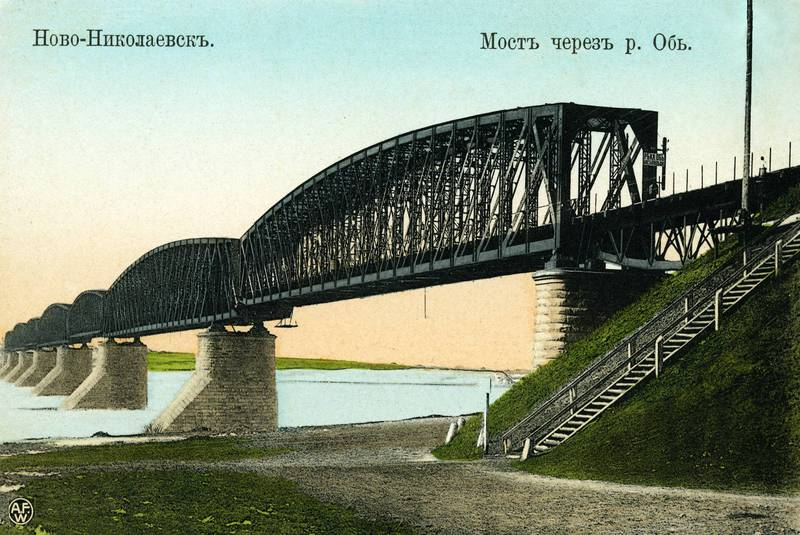
Eisenbahnbrücke Nowonikolajewsk
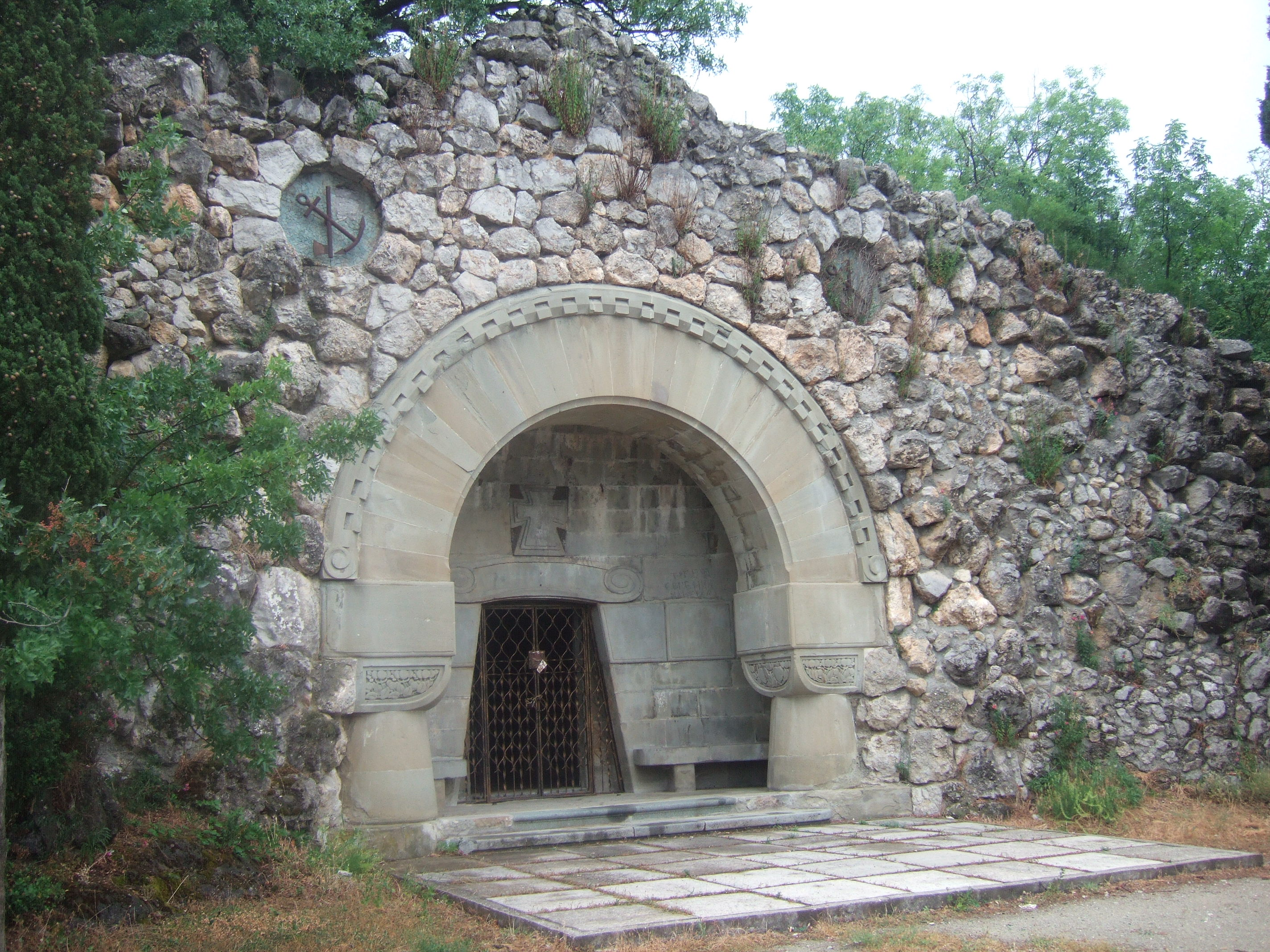
Beresins Grabstätte im Lager Artek
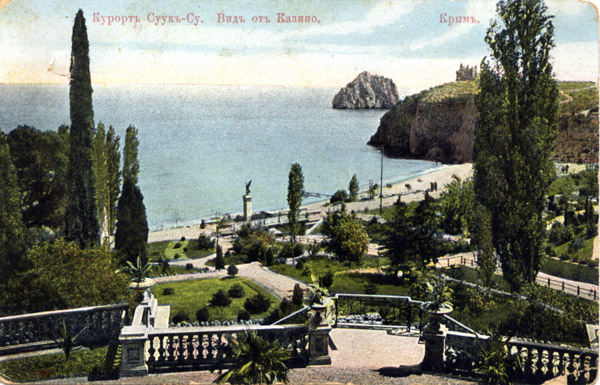
Suuk-Su